# Encyklopedia towarowa
Encyklopedia towarowa – dwutomowa, polska encyklopedia ekonomiczna poświęcona towaroznawstwu, która wydana została w latach 1929–1930 w okresie II RP w Wilnie  .

## Opis
Pełny tytuł brzmiał: "Towaroznawstwo: (encyklopedja towarowa): w zastosowaniu do taryfy i statystyki celnej i kol. tar. tow. : podręcznik naukowo-praktyczny do użytku w handlu i przemyśle, tudzież w celnictwie, kolejnictwie i szkolnictwie zawodowem : obejmuje wszelkie pierwiastki, surowce, półfabrykaty..."  .
Encyklopedia zawiera alfabetyczny wykaz wszystkich pierwiastków, surowców, półfabrykatów, fabrykatów, stopów, barwników, włókien roślinnych i zwierzęcych, ważniejsze rośliny lekarskie, artykuły spożywcze, chemiczne i farmaceutyczne ognie sztuczne, oraz niektóre trucizny lotne. W encyklopedii zastosowano układ alfabetyczny wszystkich używanych w handlu nazw oraz określeń zapisanych w kilku językach, a więc oprócz jęz. polskiego podano odpowiedniki w języku łacińskim (wytwory przemysłu chemicznego i rośliny), francuskim, niemieckim, angielskim i rosyjskim. Do użytku w celnictwie oraz kolejnictwie w spisie rzeczy podano pozycje taryfy celnej i nr. statystyki celnej, a także działy, grupy i pozycje kolejowej taryfy towarowej.  .
Encyklopedię zredagował i opracował inżynier Artur Drewnowski  .

## Tomy
Wydano w sumie 2 tomy:
- T. 1, 212 stron [1] ,
- T. 2, 515 stron [2] ,